# 1000 km di Monza 2008
La 1000 km di Monza 2008 è stata la seconda prova della Le Mans Series 2008. Si è svolta presso l'Autodromo nazionale di Monza, in Italia, il 27 aprile 2008.
Il pilota monegasco Stéphane Ortelli è rimasto ferito in un incidente durante la gara in cui il suo prototipo Oreca-Courage Le Mans Prototype è caduto in volo alla prima chicane. L'auto si è capovolta più volte e Ortelli ha riportato una frattura alla caviglia. L'auto di Ortelli ha mancato di poco l'impatto con l'Audi R10 numero 1 guidata da Allan McNish. McNish ha dovuto farsi strada tra i detriti dell'incidente.

Autodromo nazionale di Monza

## Elenco iscritti
Di seguito l'elenco dei partecipanti:
| No. | Squadra               | Auto                | Pneumatici | Pilota 1              | Pilota 2                 | Pilota 3      |
| --- | --------------------- | ------------------- | ---------- | --------------------- | ------------------------ | ------------- |
| 1   | Audi Sport Team Joest | Audi R10 TDI        | M          | Allan McNish          | Rinaldo Capello          |               |
| 2   | Audi Sport Team Joest | Audi R10 TDI        | M          | Alexandre Prémat      | Mike Rockenfeller        |               |
| 4   | Saulnier Racing       | Pescarolo 01        | M          | Jacques Nicolet       | Marc Faggionato          | Richard Hein  |
| 5   | Team Oreca-Matmut     | Courage-Oreca LC70  | M          | Soheil Ayari          | Stéphane Ortelli         |               |
| 6   | Team Oreca-Matmut     | Courage-Oreca LC70  | M          | Olivier Panis         | Nicolas Lapierre         |               |
| 7   | Team Peugeot Total    | Peugeot 908 HDi FAP | M          | Nicolas Minassian     | Marc Gené                |               |
| 8   | Team Peugeot Total    | Peugeot 908 HDi FAP | M          | Stéphane Sarrazin     | Pedro Lamy               |               |
| 10  | Charouz Racing System | Lola B08/60         | M          | Jan Charouz           | Stefan Mücke             |               |
| 14  | Creation Autosportif  | Creation CA07       | D          | Jamie Campbell-Walter | Stuart Hall              |               |
| 15  | Creation Autosportif  | Creation CA07       | D          | Robbie Kerr           | Stuart Hall              | Bruce Jouanny |
| 16  | Pescarolo Sport       | Pescarolo 01        | M          | Emmanuel Collard      | Jean-Christophe Boullion |               |
| 17  | Pescarolo Sport       | Pescarolo 01        | M          | Harold Primat         | Christophe Tinseau       |               |
| 18  | Rollcentre Racing     | Pescarolo 01        | D          | Martin Short          | Duncan Tappy             | Vanina Ickx   |
| 20  | Epsilon Euskadi       | Epsilon Euskadi ee1 | D          | Ángel Burgueño        | Miguel Ángel de Castro   |               |

| No. | Squadra                                    | Auto                  | Pneumatici | Pilota 1             | Pilota 2             | Pilota 3        |
| --- | ------------------------------------------ | --------------------- | ---------- | -------------------- | -------------------- | --------------- |
| 25  | Ray Mallock Ltd.                           | MG-Lola EX265         | M          | Mike Newton          | Thomas Erdos         |                 |
| 26  | Team Bruichladdich Radical                 | Radical SR9           | D          | Jens Petersen        | Jan-Dirk Lueders     | Marc Rostan     |
| 27  | Horag Racing                               | Porsche RS Spyder Evo | D          | Jens Petersen        | Jan-Dirk Lueders     | Marc Rostan     |
| 30  | Racing Box                                 | Lucchini LMP2/04      | D          | Filippo Francioni    | Marco Didaio         |                 |
| 31  | Team Essex                                 | Porsche RS Spyder Evo | D          | Casper Elgaard       | John Nielsen         |                 |
| 32  | Barazi-Epsilon                             | Zytek 07S/2           | M          | Juan Barazi          | Michael Vergers      | Fernando Rees   |
| 33  | Speedy Racing Team Sebah Sebah Automotive  | Lola B08/80           | M          | Andrea Belicchi      | Xavier Pompidou      | Steve Zacchia   |
| 34  | Van Merksteijn Motorsport Equipe Verschuur | Porsche RS Spyder Evo | M          | Peter van Merksteijn | Jos Verstappen       |                 |
| 35  | Saulnier Racing                            | Pescarolo 01          | M          | Pierre Ragues        | Matthieu Lahaye      |                 |
| 37  | WR Salini                                  | WR LMP2008            | M          | Stéphane Salini      | Philippe Salini      | Patrice Roussel |
| 40  | Quifel ASM Team                            | Lola B05/40           | D          | Miguel Amaral        | Olivier Pla          |                 |
| 41  | Trading Performance                        | Zytek 07S/2           | M          | Karim Ojjeh          | Claude-Yves Gosselin | Julian Schroyen |
| 44  | Kruse Schiller Motorsport                  | Lola B05/40           | D          | Jean de Pourtalès    | Hideki Noda          |                 |
| 45  | Embassy Racing                             | Embassy WF01          | M          | Mário Haberfeld      | Warren Hughes        |                 |
| 46  | Embassy Racing                             | Embassy WF01          | M          | Jonny Kane           | Joey Foster          |                 |

| No. | Squadra                               | Auto                        | Pneumatici | Pilota 1        | Pilota 2             | Pilota 3          |
| --- | ------------------------------------- | --------------------------- | ---------- | --------------- | -------------------- | ----------------- |
| 55  | IPB Spartak Racing Reiter Engineering | Lamborghini Murciélago R-GT | M          | Peter Kox       | Roman Rusinov        |                   |
| 59  | Team Modena                           | Aston Martin DBR9           | M          | Tomáš Enge      | Antonio García       |                   |
| 72  | Luc Alphand Aventures                 | Chevrolet Corvette C6.R     | M          | Olivier Beretta | Guillaume Moreau     | Patrice Goueslard |
| 73  | Luc Alphand Aventures                 | Chevrolet Corvette C6.R     | M          | Sébastien Dumez | Jean-Luc Blanchemain | Roland Bervillé   |

| No. | Squadra                  | Auto                       | Pneumatici | Pilota 1             | Pilota 2             | Pilota 3             |
| --- | ------------------------ | -------------------------- | ---------- | -------------------- | -------------------- | -------------------- |
| 75  | IMSA Performance Matmut  | Porsche 997 GT3-RSR        | M          | Richard Balandras    | Michel Lecourt       | Jean-Philippe Belloc |
| 76  | IMSA Performance Matmut  | Porsche 997 GT3-RSR        | M          | Raymond Narac        | Richard Lietz        |                      |
| 77  | Team Felbermayr-Proton   | Porsche 997 GT3-RSR        | M          | Marc Lieb            | Alex Davison         |                      |
| 85  | Snoras Spyker Squadron   | Spyker C8 Laviolette GT2-R | M          | Peter Dumbreck       | Ralf Kelleners       | Alexey Vasilyev      |
| 88  | Team Felbermayr-Proton   | Porsche 997 GT3-RSR        | M          | Horst Felbermayr Sr. | Horst Felbermayr Jr. | Christian Ried       |
| 90  | Farnbacher Racing        | Ferrari F430 GT            | M          | Pierre Ehret         | Pierre Kaffer        |                      |
| 91  | Farnbacher Racing        | Porsche 997 GT3-RSR        | M          | Lars-Erik Nielsen    | Allan Simonsen       | Richard Westbrook    |
| 94  | Speedy Racing Team Sebah | Spyker C8 Laviolette GT2-R | M          | Andrea Chiesa        | Benjamin Leuenberger |                      |
| 95  | James Watt Automotive    | Porsche 997 GT3-RSR        | D          | Markus Palttala      | Tim Sugden           | Paul Daniels         |
| 96  | Virgo Motorsport         | Ferrari F430GT             | D          | Rob Bell             | Gianmaria Bruni      |                      |
| 98  | JMB Racing               | Ferrari F430GT             | M          | Maurice Basso        | Mauro Casadei        | Peter Kutemann       |
| 99  | JMB Racing Aucott Racing | Ferrari F430GT             | M          | Stéphane Daoudi      | Ben Aucott           |                      |

## Risultati Gara
| Pos. | Classe | #  | Team                                       | Piloti                                                   | Vettura                              | Gomme | Giri |
| Pos. | Classe | #  | Team                                       | Piloti                                                   | Motore                               | Gomme | Giri |
| ---- | ------ | -- | ------------------------------------------ | -------------------------------------------------------- | ------------------------------------ | ----- | ---- |
| 1    | LMP1   | 8  | Team Peugeot Total                         | Stéphane Sarrazin Pedro Lamy                             | Peugeot 908 HDi FAP                  | M     | 173  |
| 1    | LMP1   | 8  | Team Peugeot Total                         | Stéphane Sarrazin Pedro Lamy                             | Peugeot HDi 5.5 L Turbo V12 (Diesel) | M     | 173  |
| 2    | LMP1   | 2  | Audi Sport Team Joest                      | Alexandre Prémat Mike Rockenfeller                       | Audi R10                             | M     | 173  |
| 2    | LMP1   | 2  | Audi Sport Team Joest                      | Alexandre Prémat Mike Rockenfeller                       | Audi TDI 5.5 L Turbo V12 (Diesel)    | M     | 173  |
| 3    | LMP1   | 17 | Pescarolo Sport                            | Harold Primat Christophe Tinseau                         | Pescarolo 01                         | M     | 169  |
| 3    | LMP1   | 17 | Pescarolo Sport                            | Harold Primat Christophe Tinseau                         | Judd GV5.5 S2 5.5 L V10              | M     | 169  |
| 4    | LMP1   | 15 | Creation Autosportif                       | Robbie Kerr Stuart Hall Bruce Jouanny                    | Creation CA07                        | D     | 169  |
| 4    | LMP1   | 15 | Creation Autosportif                       | Robbie Kerr Stuart Hall Bruce Jouanny                    | AIM (Judd) YS5.5 5.5 L V10           | D     | 169  |
| 5    | LMP1   | 7  | Team Peugeot Total                         | Nicolas Minassian Marc Gené                              | Peugeot 908 HDi FAP                  | M     | 167  |
| 5    | LMP1   | 7  | Team Peugeot Total                         | Nicolas Minassian Marc Gené                              | Peugeot HDi 5.5 L Turbo V12 (Diesel) | M     | 167  |
| 6    | LMP1   | 1  | Audi Sport Team Joest                      | Allan McNish Rinaldo Capello                             | Audi R10                             | M     | 167  |
| 6    | LMP1   | 1  | Audi Sport Team Joest                      | Allan McNish Rinaldo Capello                             | Audi TDI 5.5 L Turbo V12 (Diesel)    | M     | 167  |
| 7    | LMP1   | 18 | Rollcentre Racing                          | Martin Short Duncan Tappy Vanina Ickx                    | Pescarolo 01                         | D     | 166  |
| 7    | LMP1   | 18 | Rollcentre Racing                          | Martin Short Duncan Tappy Vanina Ickx                    | Judd GV5.5 S2 5.5 L V10              | D     | 166  |
| 8    | LMP2   | 31 | Team Essex                                 | Casper Elgaard John Nielsen                              | Porsche RS Spyder Evo                | D     | 165  |
| 8    | LMP2   | 31 | Team Essex                                 | Casper Elgaard John Nielsen                              | Porsche MR6 3.4 L V8                 | D     | 165  |
| 9    | LMP2   | 34 | Van Merksteijn Motorsport Equipe Verschuur | Peter van Merksteijn Jos Verstappen                      | Porsche RS Spyder Evo                | M     | 165  |
| 9    | LMP2   | 34 | Van Merksteijn Motorsport Equipe Verschuur | Peter van Merksteijn Jos Verstappen                      | Porsche MR6 3.4 L V8                 | M     | 165  |
| 10   | LMP2   | 27 | Horag Racing                               | Fredy Lienhard Didier Theys Jan Lammers                  | Porsche RS Spyder Evo                | M     | 164  |
| 10   | LMP2   | 27 | Horag Racing                               | Fredy Lienhard Didier Theys Jan Lammers                  | Porsche MR6 3.4 L V8                 | M     | 164  |
| 11   | LMP2   | 25 | Ray Mallock Ltd.                           | Mike Newton Thomas Erdos                                 | MG-Lola EX265                        | M     | 164  |
| 11   | LMP2   | 25 | Ray Mallock Ltd.                           | Mike Newton Thomas Erdos                                 | MG (AER) XP21 2.0 L Turbo I4         | M     | 164  |
| 12   | LMP2   | 35 | Saulnier Racing                            | Pierre Ragues Matthieu Lahaye                            | Pescarolo 01                         | M     | 163  |
| 12   | LMP2   | 35 | Saulnier Racing                            | Pierre Ragues Matthieu Lahaye                            | Judd DB 3.4 L V8                     | M     | 163  |
| 13   | LMP2   | 44 | Kruse Schiller Motorsport                  | Jean de Pourtalès Hideki Noda                            | Lola B05/40                          | D     | 162  |
| 13   | LMP2   | 44 | Kruse Schiller Motorsport                  | Jean de Pourtalès Hideki Noda                            | Mazda Mazda MZR 2.0 L Turbo I4       | D     | 162  |
| 14   | LMP2   | 40 | Quifel ASM Team                            | Miguel Amaral Olivier Pla                                | Lola B05/40                          | D     | 161  |
| 14   | LMP2   | 40 | Quifel ASM Team                            | Miguel Amaral Olivier Pla                                | AER P07 2.0 L Turbo I4               | D     | 161  |
| 15   | GT1    | 59 | Team Modena                                | Tomáš Enge Antonio García                                | Aston Martin DBR9                    | M     | 159  |
| 15   | GT1    | 59 | Team Modena                                | Tomáš Enge Antonio García                                | Aston Martin 6.0 L V12               | M     | 159  |
| 16   | GT1    | 72 | Luc Alphand Aventures                      | Olivier Beretta Guillaume Moreau Patrice Goueslard       | Chevrolet Corvette C6.R              | M     | 159  |
| 16   | GT1    | 72 | Luc Alphand Aventures                      | Olivier Beretta Guillaume Moreau Patrice Goueslard       | Chevrolet LS7-R 7.0 L V8             | M     | 159  |
| 17   | LMP1   | 10 | Charouz Racing System                      | Jan Charouz Stefan Mücke                                 | Lola B08/60                          | M     | 158  |
| 17   | LMP1   | 10 | Charouz Racing System                      | Jan Charouz Stefan Mücke                                 | Aston Martin 6.0 L V12               | M     | 158  |
| 18   | LMP1   | 45 | Embassy Racing                             | Mario Haberfeld Warren Hughes                            | Embassy WF01                         | M     | 155  |
| 18   | LMP1   | 45 | Embassy Racing                             | Mario Haberfeld Warren Hughes                            | Zytek ZG348 3.4 L V8                 | M     | 155  |
| 19   | GT1    | 73 | Luc Alphand Aventures                      | Sébastien Dumez Jean-Luc Blanchemain Roland Bervillé     | Chevrolet Corvette C6.R              | M     | 155  |
| 19   | GT1    | 73 | Luc Alphand Aventures                      | Sébastien Dumez Jean-Luc Blanchemain Roland Bervillé     | Chevrolet LS7-R 7.0 L V8             | M     | 155  |
| 20   | GT1    | 55 | IPB Spartak Racing Reiter Engineering      | Peter Kox Roman Rusinov                                  | Lamborghini Murciélago R-GT          | M     | 153  |
| 20   | GT1    | 55 | IPB Spartak Racing Reiter Engineering      | Peter Kox Roman Rusinov                                  | Lamborghini L535 6.0 L V12           | M     | 153  |
| 21   | GT2    | 91 | IPB Spartak Racing Reiter Engineering      | Lars-Erik Nielsen Allan Simonsen Richard Westbrook       | Porsche 997 GT3-RSR                  | M     | 151  |
| 21   | GT2    | 91 | IPB Spartak Racing Reiter Engineering      | Lars-Erik Nielsen Allan Simonsen Richard Westbrook       | Porsche 3.8 L Flat-6                 | M     | 151  |
| 22   | LMP2   | 33 | Speedy Racing Team Sebah Automotive        | Andrea Belicchi Xavier Pompidou Steve Zacchia            | Lola B08/80                          | M     | 153  |
| 22   | LMP2   | 33 | Speedy Racing Team Sebah Automotive        | Andrea Belicchi Xavier Pompidou Steve Zacchia            | Judd DB 3.4 L V8                     | M     | 153  |
| 23   | GT2    | 90 | Farnbacher Racing                          | Pierre Ehret Pierre Kaffer                               | Ferrari F430 GT                      | M     | 151  |
| 23   | GT2    | 90 | Farnbacher Racing                          | Pierre Ehret Pierre Kaffer                               | Ferrari 4.0 L V8                     | M     | 151  |
| 24   | GT2    | 99 | JMB Racing Aucott Racing                   | Stéphane Daoudi Ben Aucott                               | Ferrari F430 GT                      | M     | 150  |
| 24   | GT2    | 99 | JMB Racing Aucott Racing                   | Stéphane Daoudi Ben Aucott                               | Ferrari 4.0 L V8                     | M     | 150  |
| 25   | GT2    | 94 | Speedy Racing Team                         | Andrea Chiesa Benjamin Leuenberger                       | Spyker C8 Laviolette GT2-R           | M     | 147  |
| 25   | GT2    | 94 | Speedy Racing Team                         | Andrea Chiesa Benjamin Leuenberger                       | Audi 4.0 L V8                        | M     | 147  |
| 26   | GT2    | 98 | JMB Racing                                 | Maurice Basso Mauro Casadei Peter Kutemann               | Ferrari F430 GT                      | M     | 146  |
| 26   | GT2    | 98 | JMB Racing                                 | Maurice Basso Mauro Casadei Peter Kutemann               | Ferrari 4.0 L V8                     | M     | 146  |
| 27   | GT2    | 77 | Team Felbermayr-Proton                     | Marc Lieb Alex Davison                                   | Porsche 997 GT3-RSR                  | M     | 141  |
| 27   | GT2    | 77 | Team Felbermayr-Proton                     | Marc Lieb Alex Davison                                   | Porsche 3.8 L Flat-6                 | M     | 141  |
| 28   | GT2    | 95 | James Watt Automotive                      | Markus Palttala Tim Sugden Paul Daniels                  | Porsche 997 GT3-RSR                  | D     | 135  |
| 28   | GT2    | 95 | James Watt Automotive                      | Markus Palttala Tim Sugden Paul Daniels                  | Porsche 3.8 L Flat-6                 | D     | 135  |
| NC   | GT2    | 85 | Snoras Spyker Squadron                     | Peter Dumbreck Ralf Kelleners Alexey Vasilyev            | Spyker C8 Laviolette GT2-R           | M     | 149  |
| NC   | GT2    | 85 | Snoras Spyker Squadron                     | Peter Dumbreck Ralf Kelleners Alexey Vasilyev            | Audi 4.0 L V8                        | M     | 149  |
| Rit  | LMP2   | 46 | Embassy Racing                             | Jonny Kane Joey Foster                                   | Embassy WF01                         | M     | 146  |
| Rit  | LMP2   | 46 | Embassy Racing                             | Jonny Kane Joey Foster                                   | Zytek ZG348 3.4 L V8                 | M     | 146  |
| Rit  | LMP1   | 4  | Saulnier Racing                            | Jacques Nicolet Marc Faggionato Richard Hein             | Pescarolo 01                         | M     | 134  |
| Rit  | LMP1   | 4  | Saulnier Racing                            | Jacques Nicolet Marc Faggionato Richard Hein             | Judd GV5.5 S2 5.5 L V10              | M     | 134  |
| Rit  | LMP1   | 5  | Team Oreca-Matmut                          | Soheil Ayari Stéphane Ortelli                            | Courage-Oreca LC70                   | M     | 130  |
| Rit  | LMP1   | 5  | Team Oreca-Matmut                          | Soheil Ayari Stéphane Ortelli                            | Judd GV5.5 S2 5.5 L V10              | M     | 130  |
| Rit  | LMP1   | 16 | Pescarolo Sport                            | Emmanuel Collard Jean-Christophe Boullion                | Pescarolo 01                         | M     | 121  |
| Rit  | LMP1   | 16 | Pescarolo Sport                            | Emmanuel Collard Jean-Christophe Boullion                | Judd GV5.5 S2 5.5 L V10              | M     | 121  |
| Rit  | GT2    | 96 | Virgo Motorsport                           | Rob Bell Gianmaria Bruni                                 | Ferrari F430 GT                      | D     | 119  |
| Rit  | GT2    | 96 | Virgo Motorsport                           | Rob Bell Gianmaria Bruni                                 | Ferrari 4.0 L V8                     | D     | 119  |
| Rit  | LMP2   | 32 | Barazi-Epsilon                             | Juan Barazi Michael Vergers Fernando Rees                | Zytek 07S/2                          | M     | 116  |
| Rit  | LMP2   | 32 | Barazi-Epsilon                             | Juan Barazi Michael Vergers Fernando Rees                | Zytek ZG348 3.4 L V8                 | M     | 116  |
| Rit  | LMP2   | 30 | Racing Box                                 | Filippo Francioni Marco Didaio                           | Lucchini LMP2/04                     | D     | 115  |
| Rit  | LMP2   | 30 | Racing Box                                 | Filippo Francioni Marco Didaio                           | Judd XV675 3.4 L V8                  | D     | 115  |
| Rit  | LMP2   | 41 | Trading Performance                        | Karim Ojjeh Claude-Yves Gosselin Julian Schroyen         | Zytek 07S/2                          | M     | 94   |
| Rit  | LMP2   | 41 | Trading Performance                        | Karim Ojjeh Claude-Yves Gosselin Julian Schroyen         | Zytek ZG348 3.4 L V8                 | M     | 94   |
| Rit  | GT2    | 75 | IMSA Performance Matmut                    | Richard Balandras Michel Lecourt Jean-Philippe Belloc    | Porsche 997 GT3-RSR                  | M     | 86   |
| Rit  | GT2    | 75 | IMSA Performance Matmut                    | Richard Balandras Michel Lecourt Jean-Philippe Belloc    | Porsche 3.8 L Flat-6                 | M     | 86   |
| Rit  | LMP1   | 20 | Epsilon Euskadi                            | Ángel Burgueño Miguel Ángel de Castro                    | Epsilon Euskadi ee1                  | M     | 73   |
| Rit  | LMP1   | 20 | Epsilon Euskadi                            | Ángel Burgueño Miguel Ángel de Castro                    | Judd GV5.5 S2 5.5 L V10              | M     | 73   |
| Rit  | LMP2   | 37 | WR Salini                                  | Stéphane Salini Philippe Salini Patrice Roussel          | WR LMP2008                           | D     | 71   |
| Rit  | LMP2   | 37 | WR Salini                                  | Stéphane Salini Philippe Salini Patrice Roussel          | Zytek ZG348 3.4 L V8                 | D     | 71   |
| Rit  | LMP1   | 6  | Team Oreca-Matmut                          | Olivier Panis Nicolas Lapierre                           | Courage-Oreca LC70                   | M     | 27   |
| Rit  | LMP1   | 6  | Team Oreca-Matmut                          | Olivier Panis Nicolas Lapierre                           | Judd GV5.5 S2 5.5 L V10              | M     | 27   |
| Rit  | GT2    | 88 | Team Felbermayr-Proton                     | Horst Felbermayr Sr. Horst Felbermayr Jr. Christian Ried | Porsche 997 GT3-RSR                  | M     | 22   |
| Rit  | GT2    | 88 | Team Felbermayr-Proton                     | Horst Felbermayr Sr. Horst Felbermayr Jr. Christian Ried | Porsche 3.8 L Flat-6                 | M     | 22   |
| Rit  | LMP2   | 26 | Team Bruichladdich Radical                 | Jens Petersen Jan-Dirk Lueders Marc Rostan               | Radical SR9                          | D     | 6    |
| Rit  | LMP2   | 26 | Team Bruichladdich Radical                 | Jens Petersen Jan-Dirk Lueders Marc Rostan               | AER P07 2.0 L Turbo I4               | D     | 6    |
| SQ†  | GT2    | 76 | IMSA Performance Matmut                    | Raymond Narac Richard Lietz                              | Porsche 997 GT3-RSR                  | M     | 153  |
| SQ†  | GT2    | 76 | IMSA Performance Matmut                    | Raymond Narac Richard Lietz                              | Porsche 3.8 L Flat-6                 | M     | 153  |
| NP   | LMP1   | 14 | Creation Autosportif                       | Jamie Campbell-Walter Stuart Hall                        | Creation CA07                        | D     | 0    |
| NP   | LMP1   | 14 | Creation Autosportif                       | Jamie Campbell-Walter Stuart Hall                        | AIM (Judd) 5.0 L V10                 | D     | 0    |

† L'IMSA Performance Matmut numero 76 è stata squalificata dopo aver fallito l'ispezione tecnica post-gara poiché l'airbox dell'auto è risultato fuori regolamento.

## Statistiche
- Pole Position - #7 Team Peugeot Total - 1:31.470[3]
  - Pole Position (LMP2) -  #34 Van Merksteijn Motorsport - 1:36.842
- Giro Veloce - #7 Team Peugeot Total - 1:32.449[3]
- Velocità Media - 201.019km/h[3]